# Istočnoameričko vrijeme
Istočnoameričko vrijeme (engl.: Eastern Time Zone ili skraćeno ET) je vremenska zona koja obuhvaća 22 države u istočnom dijelu SAD-a, dijelovo istočne Kanade, meksičku saveznu državu Quintana Roo, Panamu u Srednjoj Americi, veći dio Kariba i atlantske otoke koji se nalaze u Sjevernoj Americi zajedno s određenim zemljama i dijelovima zemalja Južne Amerike. Mjesta koja upotrebljavaju istočno standardno vrijeme (engl.: Eastern Standard Time  ili skraćeno EST) kada promatraju standardno vrijeme (jesen/zima) su za pet sati iza koordiniranog univerzalnog vremena (UTC−05:00).
Istočno dnevno vrijeme (engl.: Eastern Daylight Time ili skraćeno EDT), kada se promatra ljetno računanje vremena (proljeće/ljeto), zaostaje četiri sata za univerzalnim koordiniranim vremenom (UTC−04:00).
U sjevernim dijelovima vremenske zone, u drugu nedjelju u ožujku, u 2 sata ujutro po istočnoameričkom standardnom vremenu (EST), kazaljke se pomiču na 3 sata ujutro, oduzimajući sat vremena sna. Prve nedjelje u studenom, u 2 sata ujutro po istočnoaneričkom vremenu, kazaljke se vrate natrag na 1 sat ujutro po istočnoameričkom vremenu, čime se doda još jedan sat sna. Južni dijelovi vremenske zone (Panama i Karibi) ne provode ljetno računanje vremena.
Najveći grad koje računa istočnoameričko vrijeme je New York; Njujoško metropolitansko područje je jedan od najvećih metropolitanskih područje u toj vremenskoj zoni. 

## Povijest
Granice istočne vremenske zone pomaknule su se prema zapadu otkad je Međumarodna trgovačka komara (ICC) preuzela upravljanje vremenskim zonama zbog željezničkog prometa 1938. Na primjer, najistočnije i najsjevernije županije u Kentuckyju dodane su ovoj vremenskoj zoni 1940-ih, a 1961. većina županija te države je prešla na istočnoameričko računanje vremena. Županija Wayne (Tennessee) 2000. godine prešla je iz srednjoameričke zone u istočnoameričku. U ožujku 2018. zakonodavna vlast američke savezne države Floride usvojila je prijedlog zakona kojim je Kongres Sjedinjenih Američkih Država predložio zakonodavnoj vlasti te države da se tijekom cijele godine prebaci na ljetno računanje vremena čime bi Florida bila u Atlantskoj vremenskoj zoni tijekom cijele godine (osim zapadno od rijeke Apalachicola koje bi ostali u istočnoameričkom vremenu tijekom cijele godine).

## Meksiko
- Quintana Roo je jedina meksička savezna država koja računa po istočnoameričkom vremenu. Pomaknuta je s srednjoameričkog vremenenske zone zbog interesa turizma nakon uspješnog lobiranja.[3]